# ヴィリニュス国際空港
ヴィリニュス国際空港（ヴィリニュスこくさいくうこう、リトアニア語: Vilniaus Oro Uostas、英: Vilnius International Airport）は、リトアニアの首都、ヴィリニュス市の南7kmにある国際空港である。エア・バルティック、ウィズエアー、ライアンエアーなどが準ハブ空港として利用している。年間500万人の乗降客を誇るリトアニア国内最大の空港である。

## 歴史
- 1944年 - 開港。
- 2007年 - スカンジナビア航空のデ・ハビランド・カナダ DHC-8の右輪が故障し緊急着陸した。
- 2024年11月25日 - 着陸しようとしていた貨物機が空港近隣の住宅地に墜落。乗員1人が死亡[1]。

## 就航航空会社と就航都市
| 航空会社                   | 就航地 |
| -------------------------- | --- |
| ベラヴィア                 | ミンスク(2013年12月19日から) |
| en:Polet Airlines          | サンクトペテルブルク |
| WOWエア                    | レイキャビク(2014年5月31日から8月30日まで) |
| LOTポーランド航空          | ワルシャワ(ルフトハンザとコードシェア) |
| UTエアー                   | モスクワ（ヴヌーコヴォ） |
| アエロフロート・ロシア航空 | モスクワ（シェレメーチエヴォ） |
| ウィズエアー               | ドンカスター空港、ロンドン（ルートン）、テルアビブ、ミラノ（オーリオ・アル・セーリオ）、ローマ（フィウミチーノ）、アイントホーフェン、ドルトムント、en:Sandefjord Airport, Torp、スタヴァンゲル、ベルゲン コルフ国際空港（2014年6月から）、クタイシ（2014年3月から）、en:Ålesund Airport, Vigra（2014年3月から）、 |
| ウクライナ国際航空         | キーウ（ボルィースピリ） |
| エア・バルティック         | リガ(エールフランスとコードシェア) |
| エア・リトゥアニカ         | ダブリン、ロンドン（ガトウィック）、プラハ、ミュンヘン、ブリュッセル |
| エストニアン・エア         | タリン、アムステルダム、ベルリン |
| オーストリア航空           | ウィーン国際空港 |
| スカンジナビア航空         | ストックホルム コペンハーゲン(シンガポール航空、クロアチア航空、アイスランド航空、エアカナダとコードシェア) |
| ターキッシュ エアラインズ  | イスタンブール |
| ノルウェー・エアシャトル   | オスロ（ガーデモエン） |
| フィンエアー               | ヘルシンキ(ブリティッシュエアウェイズとコードシェア) |
| ブリュッセル航空           | ブリュッセル(ルフトハンザ、USエアウェイズとコードシェア) |
| ライアンエアー             | コーク、ダブリン、リバプール、リーズ・ブラッドフォード空港、ロンドン（スタンステッド）、ミラノ（オーリオ・アル・セーリオ）、ローマ（チャンピーノ）、ハニア国際空港、バルセロナ、デュッセルドルフ（ヴェーツェ）、ブレーメン、オスロ（リュッゲ）、パリ（ボーヴェ）、ブリュッセル（サウスシャルルロワ）               |
| ルフトハンザドイツ航空     | フランクフルト(ブリュッセル航空、ユナイテッド航空、エアカナダとコードシェア) |

### 過去の就航路線
| 航空会社         | 就航地                             |
| ---------------- | ---------------------------------- |
| エアリンガス     | ダブリン、ロンドン（ガトウィック） |
| エアバルティック | コペンハーゲン タリン              |

### チャーター便
| 航空会社                           | 就航地               |
| ---------------------------------- | -------------------- |
| Aurela                             |                      |
| スモール・プラネット・エアラインズ | アンタルヤ           |
| Sun d'Or 国際航空                  | テル・アヴィヴ       |
| カルタゴ航空                       | モナスティル         |
| サンエクスプレス                   | アンタルヤ、イズミル |
| スター1航空                        |                      |
| フライLALチャーターズ              |                      |
| マルタ航空                         | マルタ               |

### 就航都市別（定期便）
| 国           | 空港                                           | 航空会社                   |
| ------------ | ---------------------------------------------- | -------------------------- |
| アイスランド | レイキャビク(2014年5月31日から8月30日まで)     | en:WOW air                 |
| アイルランド | コーク                                         | ライアンエアー             |
| アイルランド | ダブリン                                       | エア・リトゥアニカ         |
| アイルランド | ダブリン                                       | ライアンエアー             |
| イギリス     | ドンカスター・シェフィールド・ロビンフッド空港 | ウィズエアー               |
| イギリス     | リバプール                                     | ライアンエアー             |
| イギリス     | リーズ・ブラッドフォード空港                   | ライアンエアー             |
| イギリス     | ロンドン（ガトウィック）                       | エア・リトゥアニカ         |
| イギリス     | ロンドン（スタンステッド）                     | ライアンエアー             |
| イギリス     | ロンドン（ルートン）                           | ウィズエアー               |
| イスラエル   | テルアビブ                                     | ウィズエアー               |
| イタリア     | ミラノ（オーリオ・アル・セーリオ）             | ウィズエアー               |
| イタリア     | ミラノ（オーリオ・アル・セーリオ）             | ライアンエアー             |
| イタリア     | ローマ（チャンピーノ）                         | ライアンエアー             |
| イタリア     | ローマ（フィウミチーノ）                       | ウィズエアー               |
| ウクライナ   | キーウ（ジュリャーヌィ）                       | ウィズエアー・ウクライナ   |
| ウクライナ   | キーウ（ボルィースピリ）                       | ウクライナ国際航空         |
| エストニア   | タリン                                         | エストニアン・エア         |
| オーストリア | ウィーン                                       | オーストリア航空           |
| オランダ     | アイントホーフェン                             | ウィズエアー               |
| オランダ     | アムステルダム                                 | エストニアン・エア         |
| ギリシャ     | コルフ国際空港（2014年6月から）                | ウィズエアー               |
| ギリシャ     | ハニア国際空港                                 | ライアンエアー             |
| ジョージア   | クタイシ（2014年3月から）                      | ウィズエアー               |
| スウェーデン | ストックホルム（アーランダ）                   | スカンジナビア航空         |
| スペイン     | バルセロナ                                     | ウィズエアー               |
| スペイン     | バルセロナ                                     | ライアンエアー             |
| チェコ       | プラハ                                         | エア・リトゥアニカ         |
| デンマーク   | コペンハーゲン                                 | スカンジナビア航空         |
| ドイツ       | デュッセルドルフ（ヴェーツェ）                 | ライアンエアー             |
| ドイツ       | ドルトムント                                   | ウィズエアー               |
| ドイツ       | フランクフルト                                 | ルフトハンザドイツ航空     |
| ドイツ       | ブレーメン                                     | ライアンエアー             |
| ドイツ       | ベルリン（テーゲル）                           | エストニアン・エア         |
| ドイツ       | ミュンヘン                                     | エア・リトゥアニカ         |
| トルコ       | イスタンブール                                 | ターキッシュ エアラインズ  |
| ノルウェー   | en:Sandefjord Airport, Torp                    | ウィズエアー               |
| ノルウェー   | en:Ålesund Airport, Vigra（2014年3月から）     | ウィズエアー               |
| ノルウェー   | オスロ（ガーデモエン）                         | ノルウェー・エアシャトル   |
| ノルウェー   | オスロ（リュッゲ）                             | ライアンエアー             |
| ノルウェー   | スタヴァンゲル                                 | ウィズエアー               |
| ノルウェー   | ベルゲン                                       | ウィズエアー               |
| フィンランド | ヘルシンキ                                     | フィンエアー               |
| フランス     | パリ（ボーヴェ）                               | ウィズエアー               |
| フランス     | パリ（ボーヴェ）                               | ライアンエアー             |
| ベラルーシ   | ミンスク(2013年12月19日から)                   | ベラヴィア                 |
| ベルギー     | ブリュッセル                                   | エア・リトゥアニカ         |
| ベルギー     | ブリュッセル                                   | ブリュッセル航空           |
| ベルギー     | ブリュッセル（サウスシャルルロワ）             | ライアンエアー             |
| ポーランド   | ワルシャワ                                     | LOTポーランド航空          |
| ラトビア     | リガ                                           | エア・バルティック         |
| ロシア       | サンクトペテルブルク                           | en:Polet Airlines          |
| ロシア       | モスクワ（シェレメーチエヴォ）                 | アエロフロート・ロシア航空 |
| ロシア       | モスクワ（ヴヌーコヴォ）                       | UTエアー                   |

(2013年11月現在)

#### カーゴ
| 国       | 空港           | 航空会社                           |
| -------- | -------------- | ---------------------------------- |
| ドイツ   | ライプツィヒ   | ヨーロピアン・エア・トランスポート |
| トルコ   | イスタンブール | MNG航空                            |
| ラトビア | リガ           | ヨーロピアン・エア・トランスポート |

(2013年11月現在)

## 空港からの交通

### 鉄道

空港駅を発着するレールバス

- ヴィリニュス空港駅とヴィリニュス駅の間でレールバスが運行されている。
  - ヴィリニュス中央駅まで所要時間7分、18本/日、片道0.70ユーロ

### バス

#### ヴィリニュス市街方面

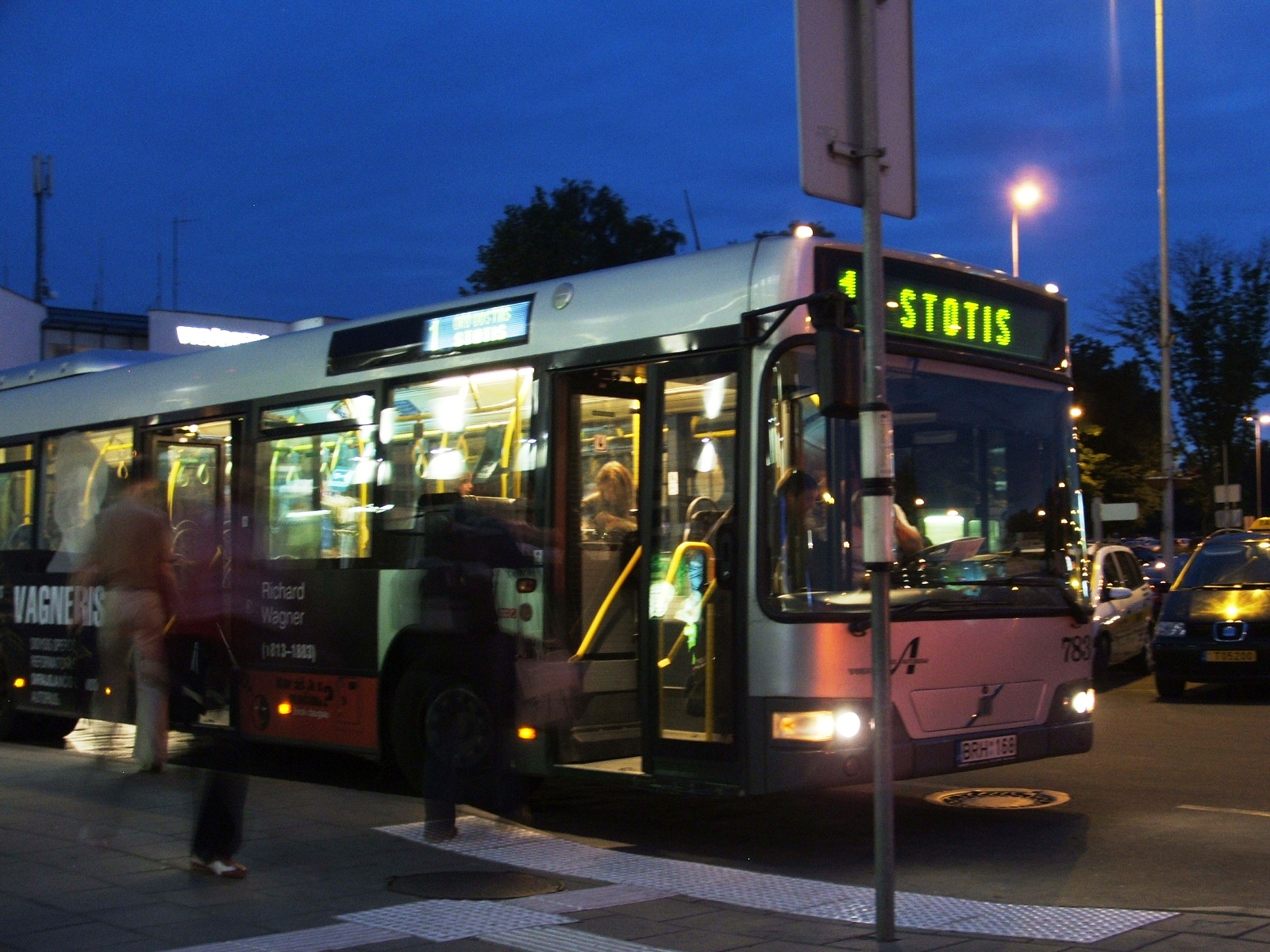
空港前から出発する駅(Stotis)行きの1系統バス

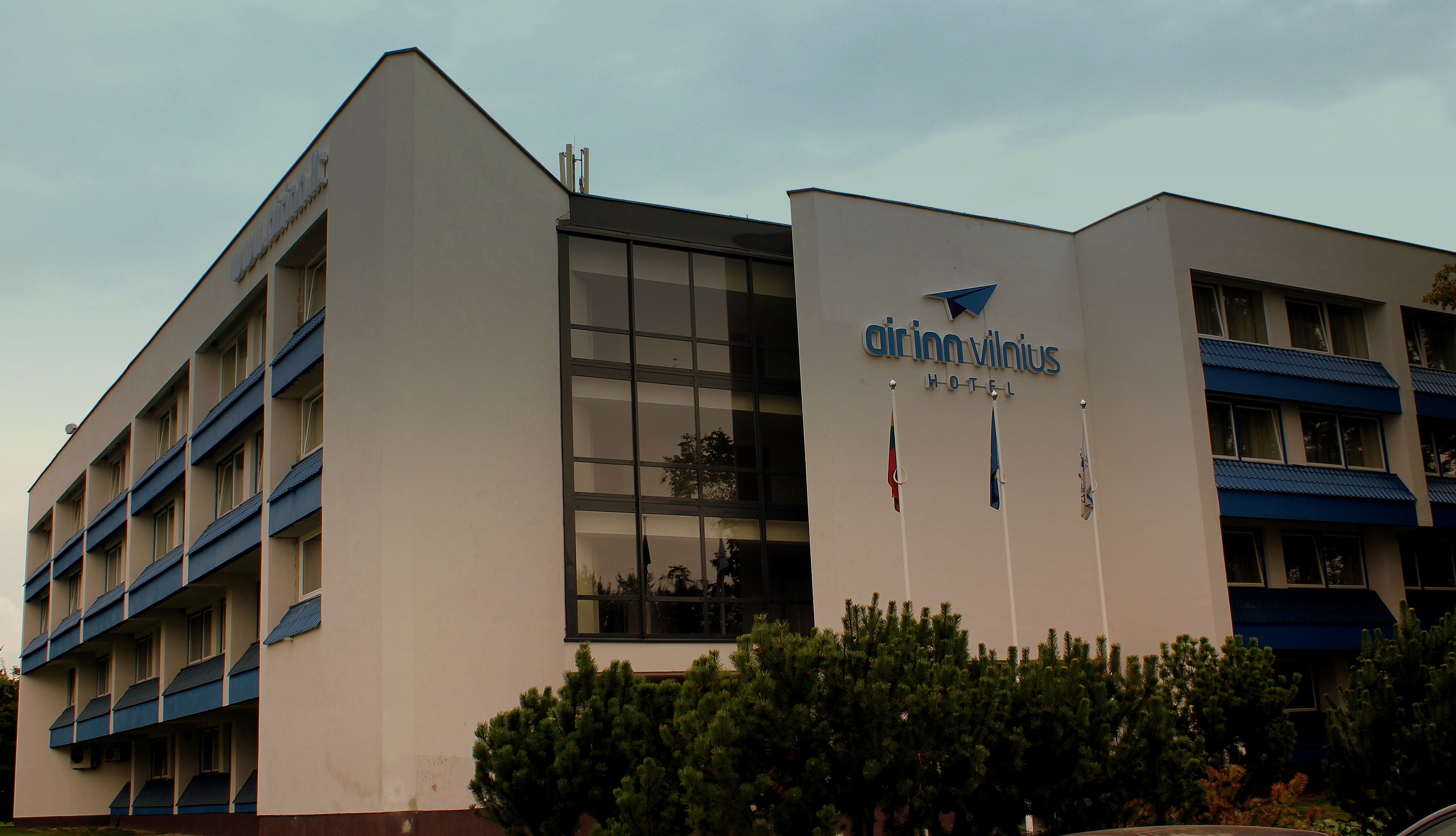
裏に4系統のバス停があるAir Inn Hotel

ヴィリニュスバスのチケットはキヨスクで買うと大人2.00Lt（子供・学生半額）、バス車内で買うと大人2.50Lt（子供・学生半額）
- ヴィリニュスバス急行3G系統
  - 空港(Oro uostas) - en:Naujininkai - Lukiškės - 緑の橋（英語版）(Žaliasis tiltas) - en:Šeškinė - Fabijoniškių žiedas
  - 平日(始発5:21~最終23:21、日中5~11本/時)、土曜日(始発5:47~最終23:19、日中4~7本/時)、日曜祝日(始発6:25~最終23:19、日中4~7本/時)[15]
- ヴィリニュスバス1系統
  - 空港(Oro uostas) - Naujininkai - 中央駅(Stotis)
  - 平日(始発5:49~最終22:23、22本/日)、土曜日(始発5:49~最終22:23、21本/日)、日曜祝日(始発5:49~最終22:23、20本/日)[15]
- ヴィリニュスバス2系統
  - 空港(Oro uostas) - Liepkalnis（リトアニア語版） - スタジアム(Stadionas) - 中央駅(Stotis)
  - 平日(始発5:48~最終22:31、日中2~3本/時)、土曜日(始発5:48~最終22:29、日中2~3本/時)、日曜祝日(始発6:29~最終22:29、日中2~3本/時)[15]
- ヴィリニュスバス88系統
  - 空港(Oro uostas) - Lukiškių広場（英語版）(Lukiškių aikštė) - 国立ヴィリニュス小劇場(Mažasis teatras) - ヴィリニュス大聖堂(Arkikatedra) - ヴィリニュス市役所（英語版）(Rotušė) - 夜明けの門(Aušros vartai)-　ヴィリニュス美術アカデミー(Dailės akademija) - Sereikiškių公園（英語版）(Bernardinų sodas)　- Lvovo通り
  - 平日(始発5:16~最終0:11、日中2~4本/時)、土曜日(始発5:16~最終0:18、日中1~3本/時)、日曜祝日(始発6:08~最終0:18、日中1~3本/時)[15]
- ヴィリニュスバス4系統
  - Meistrų通り -　郵便流通センター（英語版）(Paštas) - Rodūnios通り(Rodūnios kelias) - 中央駅(Stotis)
  - 空港のバス停(Oro uostas)から300mほど離れたバス停(Rodūnios kelias)発着(Air Inn Hotel の裏)
  - 平日(始発5:59~最終23:10、15本/日)、土日祝日(始発7:20~22:19、14本/日)[15]
- TOKS[16]

#### カウナス方面
- Ollex
  - 1日2~4往復、所要時間約1時間30分
  - 片道35Lt(€11)、往復55Lt(€16)[17]
- TOKS[16]

#### クライペダ方面
- Ollex
  - 1日2~4往復、所要時間約4～5時間
  - 片道65Lt(€19)、往復120Lt(€35)[17]
- TOKS
  - 所要時間約5時間、片道55Lt[16]

#### リガ方面
- FlyBus
  - 1日0~3往復、所要時間4時間30分
  - 大人€15(10.50Ls)[18]

#### ミンスク方面
- TOKS[16]

### タクシー
- 旧市街（ヴィリニュス大聖堂）まで約€10。
- 空港からのタクシーは以下の値段を上限とし、上限を超えた場合、空港にレシートを送れば差額を払い戻してもらえる。

| 初乗り料金    | 1kmあたり(市内平日6~22時) | 1kmあたり(平日22~6時、日曜祝日、ヴィリニュス市外) |
| ------------- | ------------------------- | ------------------------------------------------- |
| 5.00Lt(€1.45) | 3.50Lt(€1.00)             | 4.00Lt(€1.16)                                     |

### レンタカー
- ADC RENT.com - 空港から徒歩3分。
- add Car - 空港から徒歩2分。
- AUTO BANGA - 空港到着ホールにカウンターあり。
- AUTOCOM.LT - 空港到着ホールにカウンターあり。
- AVIS - 空港到着ホールにカウンターあり。
- バジェット - 空港到着ホールにカウンターあり。
- ヨーロッパカー - 空港到着ホールにカウンターあり。
- EURO RENTA - 空港到着ホールにカウンターあり。
- Hertz - 空港到着ホールにカウンターあり。
- NEO RENT - 空港到着ホールにカウンターあり。
- Sixt - 空港到着ホールにカウンターあり。

## 空港内の施設
- コーヒー・ヒル(Coffee Hill)
- R-Kioski
- Floralita
- NARVESEN
- Fragrance International
- KristiAna
- Mobili linija - 携帯電話会社
- LTASTE
- Vilnius Tourism - 観光案内所
- TEZ tour - 旅行代理店